# Oceanidum Mons
L'Oceanidum Mons è una struttura geologica della superficie di Marte.